# Gastronomía de Hidalgo
La gastronomía del estado de Hidalgo es el resultado del mestizaje de elementos indígenas y españoles producto de la historia del país y de los sucesos particulares de la región. La base de esta cocina es sin duda la milpa, en donde se siembra el maíz, el frijol, el chile y la calabaza, pero particularmente en casi todo el territorio hidalguense los productos derivados del maguey, el cual con sus metepantles sirve de lindero entre las milpas, los que se combinan para producir una gran cantidad de platillos.
La cocina hidalguense se diversifica en cada una de sus regiones, donde se incorporan características particulares dependiendo de los recursos e ingredientes disponibles. En la gastronomía son muy comunes los platillos elaborados con flores de diferentes cactáceas, como las de maguey, de sábila, de mezquite, de garambullo, los nopales, cocinados en todas sus formas: como sopas, rellenos de queso y capeados, en ensaladas o en originales pasteles y budines.
El Congreso del estado de Hidalgo declaró a la Gastronomía de Hidalgo como Patrimonio Cultural Inmaterial de Hidalgo, el 13 de noviembre de 2009. El 16 de noviembre de 2010 la gastronomía mexicana incluida la gastronomía hidalguense, fue reconocida como Patrimonio Inmaterial de la Humanidad por la UNESCO.

## Zonas gastronómicas

### Huasteca Hidalguense
De la región Huasteca, producen los tamales de shala (ajonjolí molido con especias, guisado con frijoles), y mole con carne de puerco; y el plato huasteco (pollo, chorizo y cecina acompañados de nomañes y enchiladas).
El zacahuil hecho a base de masa de maíz martajada, y rellenos con grandes trozos de carne; Es un tamal de uno o dos metros de largo, envuelto en hojas de plátano, relleno de carne de pollo o cerdo (de preferencia se usa la parte superior del lomo de un puerco adulto o bien un lechón recién destetado) acompañada de salsa de chile guajillo, ancho y morita, ajo, cebolla y agua.
Los piltamales son pequeños y sus variedades de relleno van desde los cueritos, salpicón, costilla de cerdo, entre otros. El tapatlaxque que se realiza cuando una persona se encuentra enfermo del “mal de ojo”; el zacatamal es un tamal que mide de uno a dos metros y se envuelve en pencas de maguey.
Otros platillos de la región son: Bocoles de queso, tamales de chile frito, tamales de picadillo, sopa de nopales, enchiladas verdes, enchiladas de chile seco, enchiladas de tomate, enchiladas de ajonjolí, mole de nopales con huevo, pescado capeado, frijoles con pemuches, xamitl de elote, torrejas, conserva de mango, dulce de piña con coco, pinote, calabaza enmielada, atole de naranja, atole de piña, atole de capulín, atole duro, cacahuate huasteco.

### Valle del Mezquital
En el Valle del Mezquital se prepara barbacoa, platillo donde se envuelve carne de borrego o cabra envuelta en pencas de maguey y cocida en horno de piedra en un hoyo bajo la tierra; los ximbós, envoltorios de penca con carne enchilada de pollo, conejo o carnero, cocida a la misma manera que la barbacoa; los xagis (frijoles tiernos con carne de cerdo y chile pasilla); y los mixiotes que es un platillo de diversos tipos de carnes (pollo, borrego, guajolote, etc.) envuelto en mixiote que es la cutícula de la penca del maguey. También hay una infinidad de alimentos hechos con pulque, como el pan de pulque.
Asimismo del Valle del Mezquital, proceden las tunas, con las cuales se hacen aguas frescas o postres; los xoconostles en almíbar o en mermelada, los cuales también se usan para darle buen sabor al caldo de pollo con verduras o a ciertos moles. También se consumen distintos tipos de insectos como algunos escarabajos comestibles, los escamoles (huevos y larvas de la hormiga), meocuilines y chinicuiles (gusanos de maguey), xotlinilli o jumiles (chinches de monte) y los chagüis o xamoes (chinches del árbol de mezquite).; todos estos guisados con flores de diferentes cactáceas, como maguey, sábila, mezquite, garambullo y nopal.

### Comarca Minera

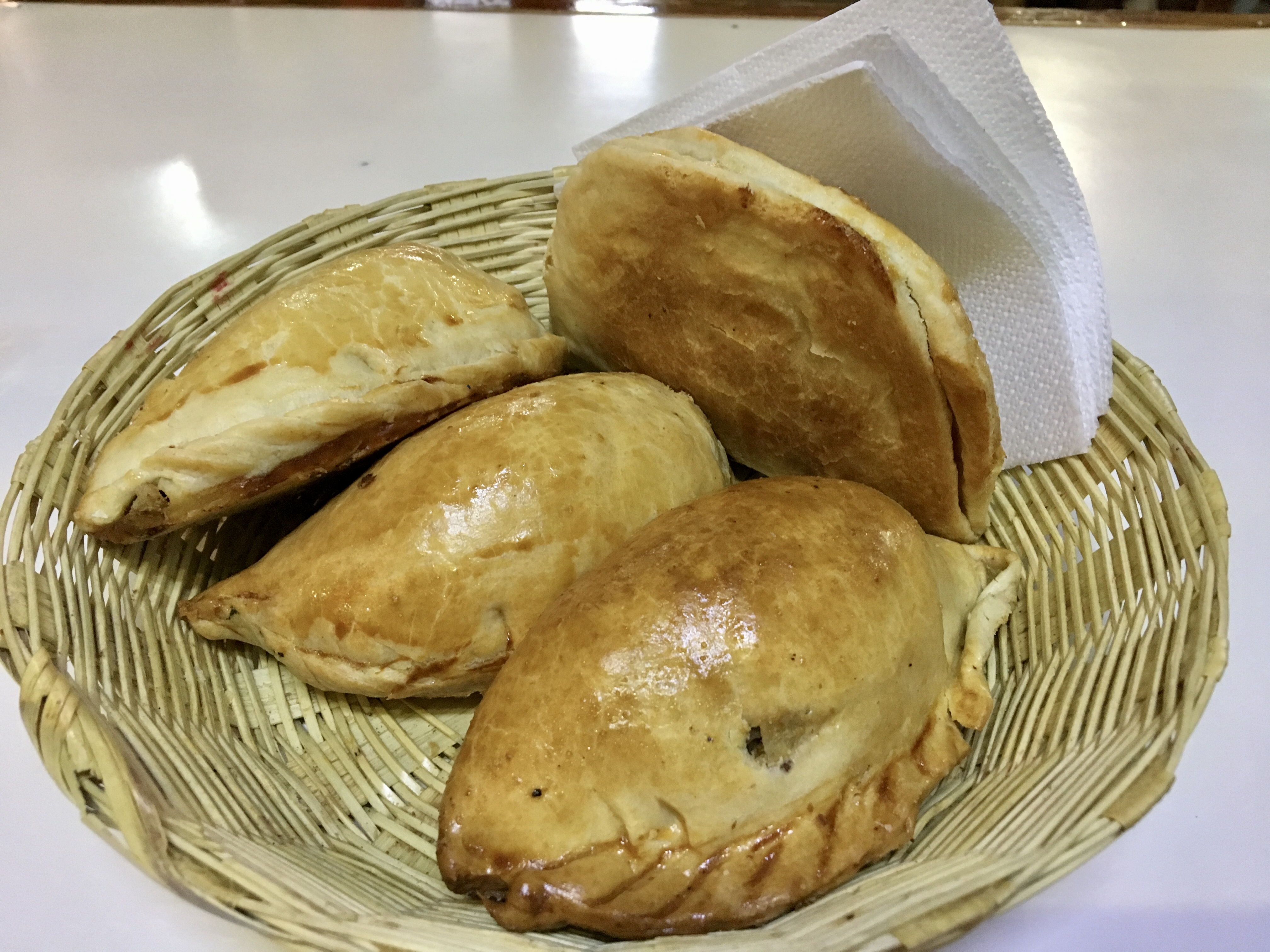
Pastes.

El paste es una platillo de origen córnico que se consume en la Comarca Minera; es una especie de empanada cuya base es harina de trigo, con un relleno que resulta de una combinación con carne de res, papa, perejil, pimienta, al mexicanizar este producto se agregó chile a la receta original. En los últimos años han creado algunas variantes de los pastes con relleno de diversos guisados, así como de pollo, piña, mole, atún con papa, arroz con leche, manzana, etc. Otro platillo son los tacos mineros, de carne de pollo, res o puerco con queso y cebolla.

### Valle de Tulancingo
En el Valle de Tulancingo destacan las tulancingueñas que consiste en una tortilla de maíz con queso amarillo y jamón bañados en salsa verde con cebolla y crema. Los guajolotes es otro platillo consiste en un bolillo con frijoles negros, enchiladas fritas con manteca y huevo cocido en su interior, los tradicionales son de huevo cocido y de pollo; actualmente se han adoptado muchos más ingredientes, como carne asada, salchicha, milanesa, pavo y jamón.

### Sierra Alta y Baja

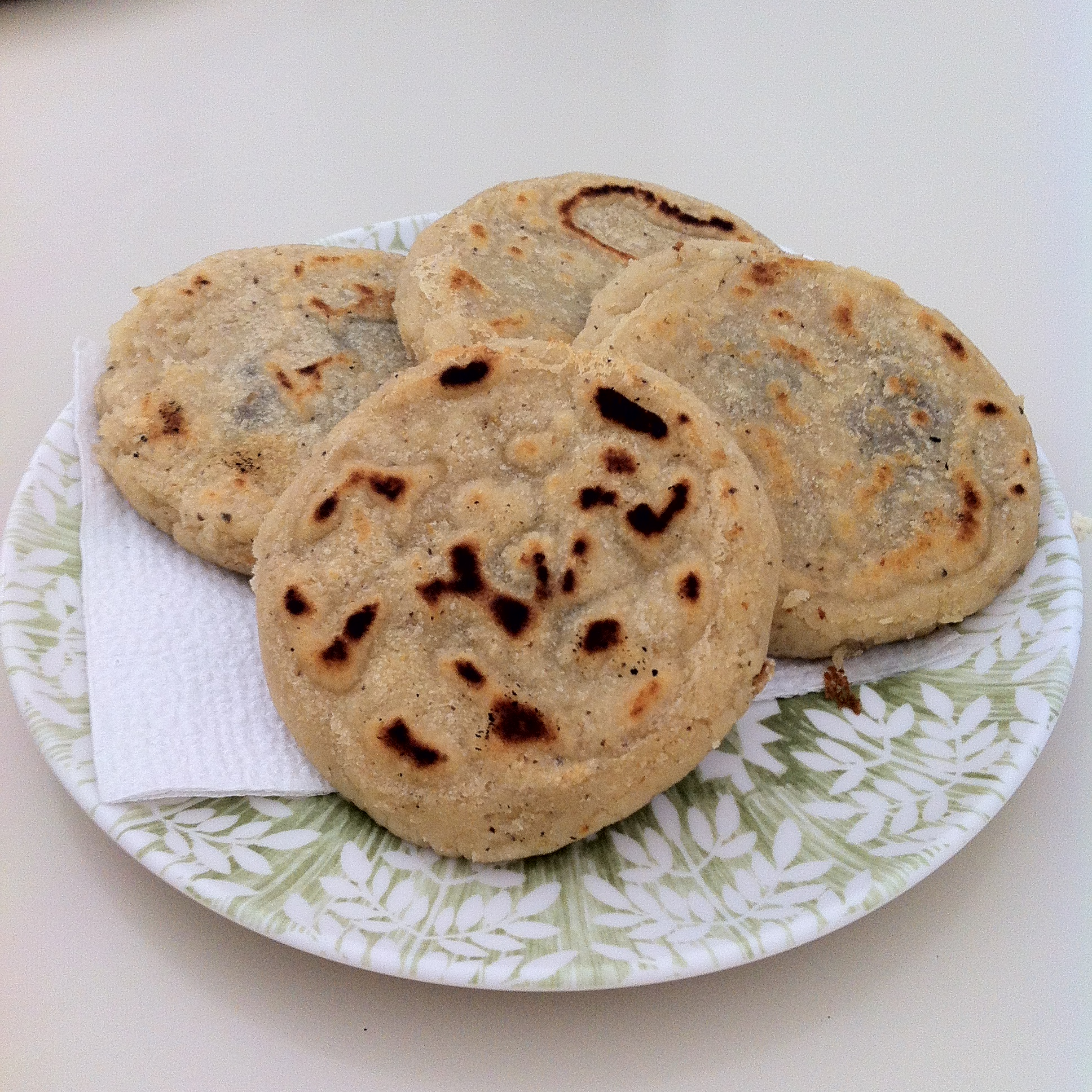
Bocoles.

El tamal de bola de Zacualtipán, se hace como una cazuelita de masa con mole con carne, para cerrarlo; el objetivo es que cuando se parta el salga el líquido. El xohol es de masa de maíz endulzada con piloncillo de gran tamaño, pues llegan a medir hasta metro y medio. Los trabucos son tamales pequeños, se le agrega cacahuate molido y alguna salsa; otros son los tecoquitos, confeccionados a base de maíz cocido y reposado al que se añade salsa picante y se consumen con atole de semillas de girasol. Otros platillos a base de maíz son los molotes, pequeñas gordas un poco alargadas y rellenas de alberjón, frijol o haba molida; y los bocoles, que son gorditas de maíz precocidas y untadas con manteca de res o cerdo.

### Sierra de Tenango
En Tenango, la comida tradicional son los tamales de hoja de maíz y plátano, chorizo, cecina enchilada, pan de queso y piloncillo, miel de abeja, palanquetas de nuez y pepitas cubiertas de melaza, jamoncillo y dulce hecho con pepita de calabaza; piloncillo, vinos de mesa de diferentes frutas y chocolate de metate para sopearse con galletas de maíz azucaradas. También se encuentran los atamalates de Acaxochitlán, una gordita de masa, envuelta en hojas de milpa, lleva frijoles, quelites y habas, sin carne y salsa;

## Pan y postres

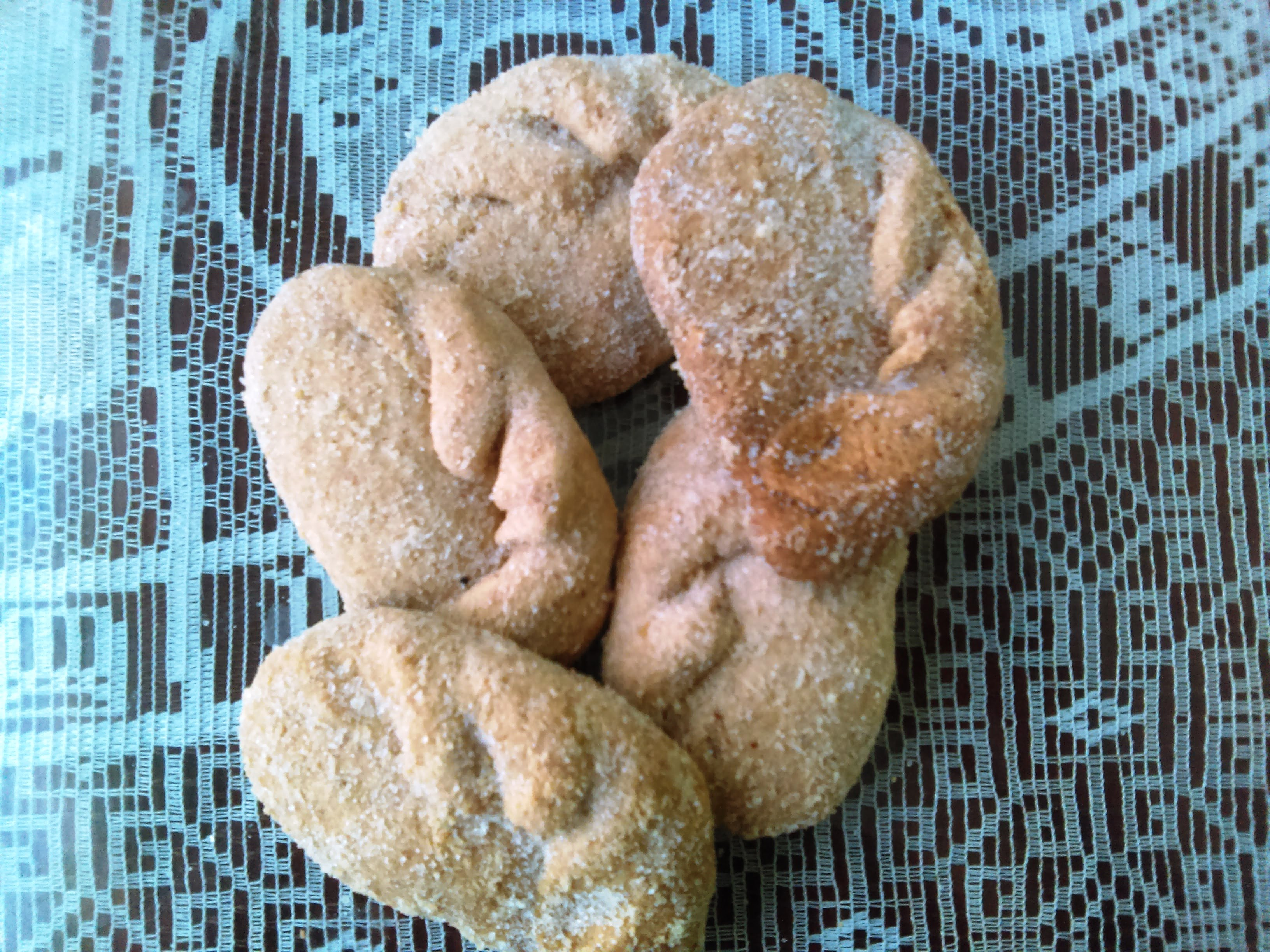
Galleta Fruta de Horno.

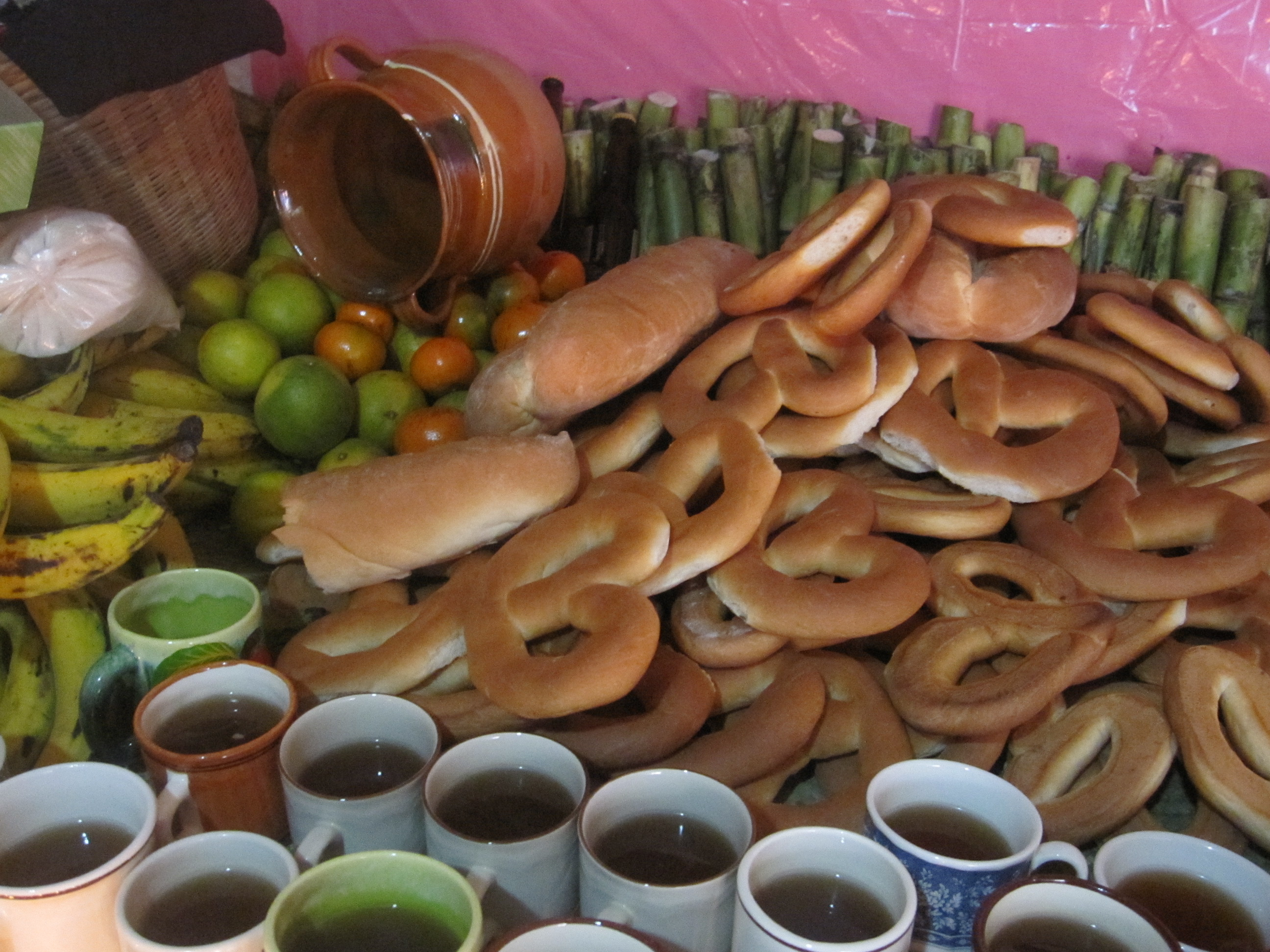
Pan cruzado de Acaxochitlán.

Entre sus postres se destacan los jamoncillos de pepita de calabaza o los cocoles de piloncillo y anís aderezados con cajeta y nata. Destacan las galletas llamadas “frutas de horno” de Tianguistengo, que son realizadas a base de harina de trigo. También hay una infinidad de alimentos hechos con pulque, como el pan de pulque.
Destaca el pan tradicional de Acaxochitlán, algunos de estos son la cuelga, frecuentemente utilizada como obsequio de cumpleaños. el pan cruzado, abocado a las festividades del Día de Muertos; el pan cruzado también se utiliza en las ofrendas de limpia, que se depositan en los ríos, montañas, cruces de caminos y espacios sagrados, y en pedidas de matrimonio y en ofrendas para imágenes sagradas.
En Xochicoatlán, se elaboran bodoques, pan que se regala a las personas que asistían al novenario de una persona. En la región huasteca y el Valle del Mezquital se produce en el Día de Muertos y Xantolo, el pan conocido como peluca, pan que solía repartirse en los velorios y puesto en las ofrendas de muertos; pan hecho de harina de trigo en hornos calabaceros, es similar a los pambazos, con una bolita de masa el extremo que asemejaba a los chongos o molotes que se hacían en las pelucas antiguas.
En la región del Valle del Mezquital en Día de Muertos, se elaboran gorditas de maíz amasadas con arena de hormiguero. Hay roscas adornadas, corazones similares al corazón humano, los hay barnizados, con azúcar blanca y rosa. También hay panes en forma humana con los bracitos cruzados, caritas de pasta pintada de colores vivos; panes de sal y dulce sobrios con su ajonjolí espolvoreado o decorados multicolor; cajitas corresponden a los féretros usados para el entierro; y rosca de la vida, su consistencia es dura, se adorna con huesos o canillas de manteca que son la representación de huesos humanos.
En Huejutla durante el Xantolo, se elaboran pequeños panecillos que reciben el nombre de frutas de horno e incluso el nombre del difunto, con dichos o cantos populares; cocolitos, rosquillas aplanadas, muñecas para las ofrendas femeninas, muñequitas para los hombres "de dudosa personalidad", angelitos para los niños y para los jóvenes que mueren antes de contraer nupcias, caballos grandes para los hombres mayores y pequeñitos para los niños.

## Bebidas

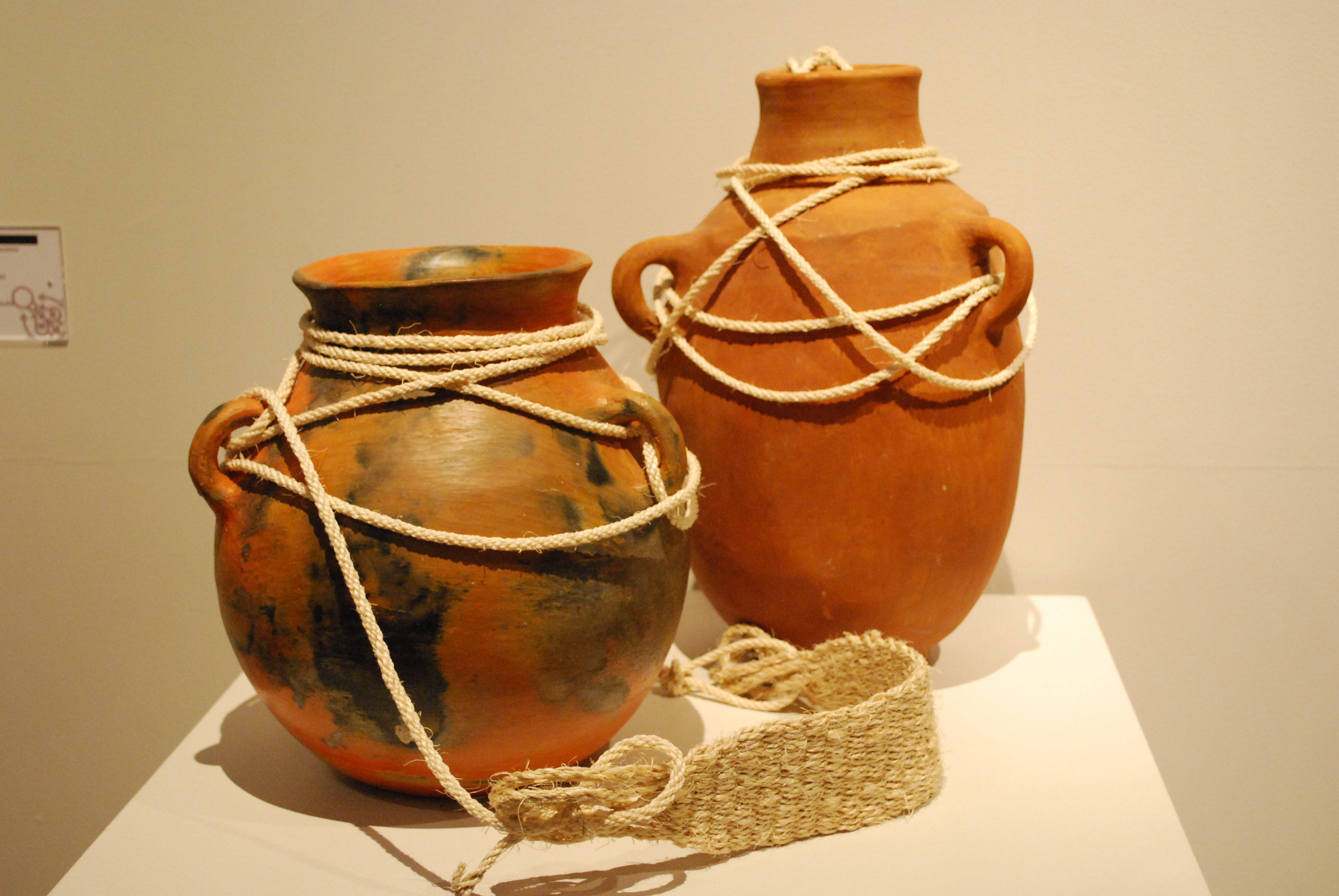
Cántaros de pulque.

Entre las bebidas del estado destaca el pulque, los curados y el aguamiel; estas bebidas se consumen principalmente en el Valle del Mezquital y los Llanos de Apan. Otra bebida es el carnavalito elaborada a base de tequila, jugo de naranja, canela y azúcar. Esta bebida se prepara en las localidades de Huichapan y Tecozautla en épocas festivas.

## Eventos gastronómicos

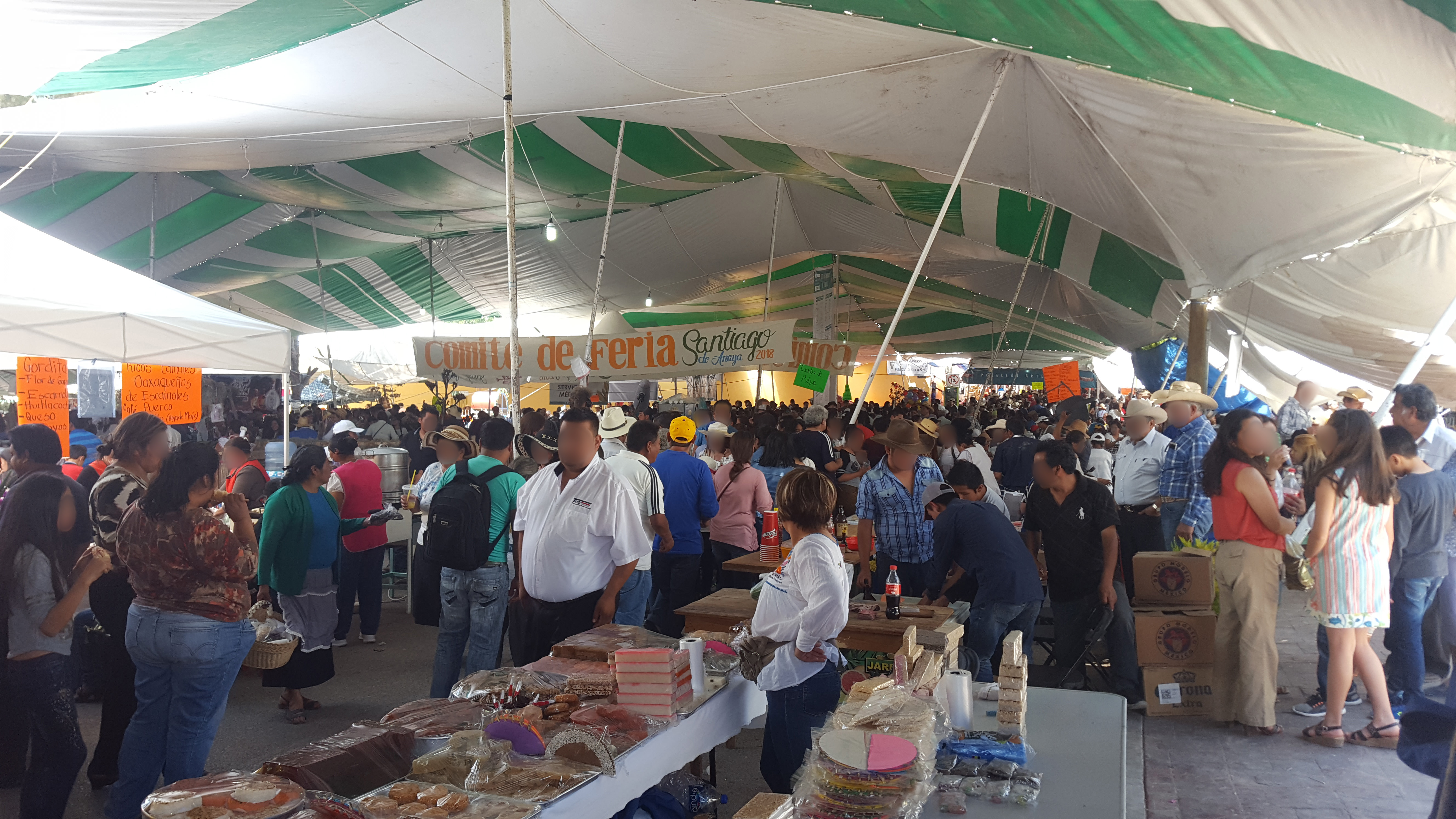
Muestra Gastronómica de Santiago de Anaya.

La Feria de la Fruta se realiza en Tecozautla en el mes de julio sobresale la exposición de frutas regionales y varios productos derivados del procesamiento de las frutas como conservas, vinos, mermeladas y sidra. La llamada Feria del Maguey y la Cebada, se realiza en Apan durante el mes de abril con muestra de artículos en fibra de maguey, expendios de pulque y algunos alimentos y bebidas elaboradas a base de cebada.
En Omitlán de Juárez, se realiza la Fiesta de la Manzana entre junio y julio; hay una exposición de las mejores manzanas cosechadas por agricultores de la región, y se elige la Reina de la Manzana.
La Feria de la Barbacoa, se realiza en el mes de julio en Actopan, donde destaca la muestra gastronómica, y el concurso de la barbacoa. En la Muestra Gastronómica de Santiago de Anaya que se realiza en el mes de abril, se presentan platillos exóticos de animales y plantas que son parte de la fauna y flora del estado, tales como el tlacuache, los caracoles, los chapulines, la ardilla, etcétera, así como una gran diversidad de bebidas. El Festival Internacional del Paste es un festival gastronómico dedicado al paste que se celebra en Mineral del Monte. En Atotonilco el Grande se celebra cada septiembre el Festival del Cocol.

## Pueblos con sabor
La Secretaría de Turismo del Estado de Hidalgo otorga el distintivo de Pueblos con Sabor en Hidalgo, que reconoce los lugares de la entidad con una gastronomía rica en tradición. En 2019, las localidades designadas como parte del programa turístico son Zempoala, Tulancingo, Acaxochitlán, Omitlán, Calnali, Huejutla y Actopan, declarados en 2017. En 2022, recibieron el distintivo Tepatepec, Tezontepec de Aldama, Atitalaquia, Cuautepec, Tezontepec, Alfajayucan, Pachuquilla, Santiago de Anaya, Metztitlán, Tlahuelilpan, Apan, Metzquititlán, Atlapexco, Tianguistengo, Orizatlán, Zacualtipán, Tepeapulco, Mixquiahuala, Tizayuca, Huasca y Tasquillo. Los pueblos declarados y sus platillos son característicos:
- Acaxochitlán: molotes
- Actopan: Ximbó
- Alfajayucan: Chicharrones de res
- Apan: Enchiladas apanenses
- Atitalaquia: Tlacoyo de frijol
- Atlapexco: Pescado en hoja de plátano
- Calnali: Zacahuil
- Cuautepec de Hinojosa: Pollo a la disco
- Huejutla: Zacahuil y bocoles
- Huasca de Ocampo: Trucha en mixiote.
- Metztitlán: Tamal de recaudo.
- Mixquiahuala de Juárez: Enchiladas aguadas.
- Omitlán: cahuiche
- Pachuquilla: Chiletorta.
- San Agustín Metzquititlán: Tamales de xala.
- San Felipe Orizatlán: Torta de mantequilla y queso.
- Santiago de Anaya: Conejo en salsa de xoconostle.
- Tasquillo: Mole ts’umi.
- Tepeapulco: Ancas de rana en chile verde y nopales.
- Tepatepec: Gorditas de panza y pata de res de
- Tulancingo: guajolote
- Tezontepec de Aldama – Tamal de pescado en penca.
- Tianguistengo: Pan cielito.
- Tizayuca: Cocoles con queso.
- Tlahuelilpan:Totomoxtle de caracoles.
- Villa de Tezontepec: Torta caliente.
- Zacualtipán de Ángeles: Tamales de bola.
- Zempoala: Ximbiote